# Зелёна-Гура
Зелёна-Гу́ра (пол. Zielona Góra, «Зелёная гора»; нем. Grünberg [ˈɡʁyːnˌbɛɐ̯k], «Зелёная гора», полное название Grünberg in Schlesien [ˈɡʁyːnˌbɛɐ̯k ɪn ˈʃleːzi̯ən], «Зелёная гора в Силезии») — город в Польше, один из двух административных центров Любушского воеводства. Население — 139,3 тыс. жителей (2017).

## История
Впервые город Грюнберг упоминается в 1302 году. С 1350 входит в состав Богемии, с 1526 в составе Габсбургской монархии. С 1741 в составе Пруссии.
14 февраля 1945 года Зелена-Гура был занят советской армией (тогдашний приходской священник отец Георг Готвальд вышел к наступающей Красной Армии и сообщил, что в городе только мирные жители). Благодаря этому город не был разрушен. 6 июня 1945 года Зелёна-Гура перешла под управление Польши, первоначально став частью Познанского воеводства. Первым польским мэром был Томаш Собковяк.
С 1950 по 1998 год город являлся административным центром Зелёногурского воеводства. Значительная часть населения города — потомки послевоенных переселенцев из Западной Беларуси и Литвы.
С 1987 года Амфитеатр Зелёна-Гуры носит имя знаменитой певицы Анны Герман

## География
Зелёна-Гура расположена в Западной Польше на склоне долины реки Одры там, где река пересекает Вал Зелёногурский — линию холмов, которая представляет собой памятник природы (имеются следы оледенения).

## Культура

### Винный праздник
Зелёна-Гура — центр виноделия, уже более ста лет здесь ежегодно проводится винный праздник. В городе организуют многочисленные мероприятия, концерты и ярмарки.

### Фестиваль советской/российской песни
С 1965 по 1989 год в городе проходил фестиваль советской песни, а с 2008 по 2013 год — Международный фестиваль русской песни. Победителям фестиваля вручают золотой, серебряный и бронзовый самовары. Лауреатами этих фестивалей в разные годы становились Уршула, Малгожата Островска, Катаржина Шчот, Изабела Трояновска, Яцек Борковский и Мечислав Шчесняк, группа «Czerwone gitary», Себастьян Плевиньский, Агнешка Конарска (заняла третье место в 2008-м и первое — в 2009 году), Анна Дерешовска, Кшиштоф Респондек, группа «Volver» и Михал Шпак.

## Спорт
В городе базируется футбольный клуб «Лехия». Также в Зелёна-Гуре есть одноимённая баскетбольная команда, выступающая в Единой лиге ВТБ, и своя спидвейная команда «Фалубаз» — чемпион Польши 2011 года по спидвею.
В мае—июне 2013 года в городе прошёл чемпионат Европы по снукеру.